# Adeline Genée
Adeline Genée, også kendt som Anine Margrethe Kirstine Petra Jensen (født 6. januar 1878 i Hinnerup, død 23. april 1970 i London) var en britisk danser ved Den Kongelige Ballet.
Som meget lille blev hun interesseret i ballet og blev trænet af sin onkel Alexandre Genée og allerede i 1895 blev hun solodanser ved Den Kongelige Ballet i København. Hun nåede at optræde for mange kongelige og i adskillige forskellige lande, blandt andet USA, New Zealand og Australien.